# Uppsala Teater
Uppsala Teater, även känd som Château Barowiak, var en historisk teater i Uppsala aktiv mellan 1841 och 1939. Den räknas som Uppsalas första teater. 

## Historia
Ursprungligen hade professionella teatersällskap uppträtt i tillfälliga lokaler när de passerade staden. Uppsala Teater blev stadens första verkliga teaterbyggnad. Den uppfördes 1840–1841 av Pierre Deland, och invigdes också av hans eget kringresande teatersällskap. Huset var ett timrat trähus i två våningar med utbyggnad vid södra fasaden och gavlarna. Insidan beskrivs som mycket elegant: byggd i den tidens typiska U-form var teatersalongen inredd i vitt, rött och förgyllningar, med väggar i rött och listverk och barriärräcken med förgyllningar.  Teatern hade i likhet med alla teatrar utanför Stockholm ingen fast personal, utan besöktes av gästande teatersällskap. År 1866 byggdes huset om och fick en elegantare exteriör samt utvidgad interiör. 
Teatern köptes på 1890-talet av tobakshandlaren Carl Peschel Barowiak (1835–1911), och kallades därefter "Château Barowiak". 
Byggnaden revs 1939, sedan den hade utdömts på grund av brandfara, och ersattes senare med Uppsala stadsteater.